# 라이언 페리맨
라이언 페리맨(Ryan Perryman, 1976년 4월 13일 ~ )은 은퇴한 미국 출신 농구 선수로 헝가리, 대한민국, 칠레, 도미니카 공화국, 아르헨티나에서 프로 선수로 활동했다. 그러나 그는 1994~95년과 1997~98년 사이에 데이턴 대학교에서 대학 생활을 한 것으로 가장 잘 기억된다. 페리맨은 미시간주 오크파크에 있는 오크파크 고등학교를 다닌 후 플라이어스에서 뛰었다. 4년 간의 경력 동안 2.01m, 228파운드의 파워 포워드는 1,524득점과 1,156리바운드를 기록했다. 1997-98년 시니어로서 페리맨은 게임당 평균 12.5개의 리바운드로 NCAA 디비전 I을 이끌었다. 그는 한 경기 리바운드(23개)와 한 시즌 공격 리바운드(166개)에 대한 학교 기록을 보유하고 있다.
페리맨은 NBA 드래프트에 지명되지 않았지만 밀워키 벅스와 새크라멘토 킹스에서 트라이아웃을 가졌다. 페리맨은 NBA 폐쇄의 해인 1998년에 대학을 졸업했기 때문에 팀에 대한 예선이 단축되었다. 그런 다음 그는 프로 농구 선수가 되기 전에 대학을 졸업하고 미시간에서 교사로 첫 해를 보냈다. 부에노스 아이레스의 아르헨티노 데 후닌(Argentino de Junín)에서 뛰면서 가장 큰 성공을 거두었다. 매 시즌마다 리바운드를 기록하며 아르헨티나 리그를 이끌었고 심지어 팀 팬들 사이에서 추종자를 형성하기도 했다. 또한 1998-99 시즌 동안 그랜드 래피즈 훕스의 컨티넨탈 농구 협회에서 잠시 뛰었으며 제한된 행동에서 게임당 평균 3 득점 5 리바운드를 기록했다.
현재 IXL 러닝(IXL Learning)의 총괄 관리자이다. 오하이오주 콜럼버스에 거주하며 결혼하여 3명의 자녀를 두고 있다.